# Hysteria (album Def Leppard)
| Recensione       | Giudizio |
| ---------------- | -------- |
| AllMusic         |          |
| Robert Christgau | C        |
| Rolling Stone    |          |
| Sputnikmusic     |          |

Hysteria è il quarto album in studio del gruppo musicale britannico Def Leppard, pubblicato il 3 agosto 1987 dalla Mercury Records. È il maggior successo della band, con oltre 20 milioni di copie vendute nel mondo, e con ben sette singoli capaci di scalare le parti alte delle classifiche. Raggiunse la prima posizione sia della Billboard 200 negli Stati Uniti, che della Official Singles Chart nel Regno Unito.
Fu il seguito dell'album che diede grande successo alla band nel 1983, Pyromania. Il suo processo di creazione fu molto lungo (oltre 3 anni) e tormentato da parecchi problemi, come l'incidente stradale che costò al batterista Rick Allen la perdita del braccio sinistro, avvenuto il 31 dicembre 1984. È l'ultimo album a cui ha preso parte attivamente il chitarrista Steve Clark, morto l'8 gennaio 1991.
Hysteria è stato prodotto da Robert John "Mutt" Lange. Il titolo dell'album venne in mente a Rick Allen, ed è legato alle sue esperienze durante il periodo di riabilitazione dal suo incidente d'auto e all'interesse mediatico che ne conseguì. Con la sua durata complessiva di un'ora, Hysteria fu, ai tempi, uno degli album più lunghi mai pubblicati su un unico vinile.
L'album si è guadagnato più volte il plauso della critica specializzata. Nel 1988 la rivista britannica Q l'ha votato come il 98° più grande album di tutti i tempi, mentre nel 2004 è stato inserito nella classifica di Rolling Stone dei 500 migliori album di tutti i tempi, alla posizione numero 376. Sempre Rolling Stone nel 2015 lo ha eletto il miglior album hair metal di tutti i tempi.

## Storia
Inizialmente, Hysteria doveva chiamarsi "Animal Instinct" ed essere prodotto da Mutt Lange, ma questi si ritirò dopo le sessioni di pre-produzione, dicendo di essere esausto a causa dell'estenuante tabella di marcia tenuta negli anni passati. Fu quindi introdotto Jim Steinman, famoso per essere stato il compositore di Meat Loaf. Il coinvolgimento di Steinman fu un disastro in quanto, a differenza di Lange, non era assolutamente un perfezionista, e apprezzava ogni registrazione della band. Il cantante Joe Elliott, tempo dopo, affermò in un'intervista: «Todd Rundgren produsse Bat Out of Hell (di Meat Loaf), Jim Steinman lo SCRISSE.» Dopo aver allontanato Steinman, la band provò a produrre l'album per conto proprio, ma senza avere successo. Così, le sessioni di registrazione iniziali furono totalmente buttate via.
Il 31 dicembre 1984, la Corvette di Rick Allen uscì da una strada di campagna, costando al batterista la perdita del braccio sinistro. Dopo l'incidente, la band resistette, grazie alla decisione di Allen di tornare alla batteria con un braccio solo, usando un kit elettronico/acustico con un set di pedali che innescavano via MIDI i colpi che avrebbe eseguito con il suo braccio sinistro. La band perseverò fin quando Mutt Lange tornò a sorpresa un anno dopo, e Rick imparò perfettamente il suo kit personalizzato. Comunque, le sessioni andarono avanti, rallentate da un incidente d'auto di Lange (che subì delle ferite alle gambe dalle quali si riprese velocemente) e dalla parotite che colpì Joe Elliott durante il 1986.
La sessione di registrazione finale avvenne nel gennaio del 1987, per la canzone Armageddon It, ma Lange mixò le tracce per altri tre mesi. Alla fine, l'album uscì in tutto il mondo il 3 agosto dello stesso anno. Il singolo di lancio fu Animal in molte nazioni, tranne negli Stati Uniti, dove il primo singolo fu Women.
Un fatto interessante fu che la band si scusò, nel booklet del disco, per il lungo lasso di tempo trascorso tra questo e l'album precedente, e promise di non far più aspettare così a lungo i fan tra le uscite di due album. Eventi successivi, come la morte di Steve Clark, hanno fatto in modo che i Def Leppard non siano riusciti a mantenere la promessa data.
Fortunatamente per la band, la loro popolarità nel paese natio era cresciuta significativamente durante i diversi anni di pausa, e ciò aiutò Hysteria ad arrivare al primo posto delle classifiche in Inghilterra sin dalla prima settimana dalla sua uscita. L'album ebbe enorme successo anche in altre parti d'Europa. Tuttavia, negli Stati Uniti, la band faticò inizialmente a riottenere il successo di Pyromania, il cui slancio si era perso a causa di una così lunga assenza: ma il successo di Pour Some Sugar on Me e Love Bites fece diventare la band e l'album un fenomeno planetario.
Hysteria continuò a dominare le classifiche di tutto il mondo per quasi tre anni. Secondo dati aggiornati al 2009, è stato certificato 12 volte disco di platino negli Stati Uniti. Hysteria si trova al cinquantunesimo posto degli album più venduti negli Stati Uniti d'America, e ha trascorso 96 settimane di permanenza nella top 40 negli Stati Uniti, un record per gli anni ottanta condiviso solo con Born in the U.S.A. di Bruce Springsteen. L'album ha venduto più di 20 milioni di copie nel mondo.
La prima canzone dell'album, Women, fu scelta come primo singolo per gli Stati Uniti, invece di Animal, nel luglio del 1987. L'allora manager Cliff Bernstein motivò questa scelta dicendo che la band aveva bisogno di ricollegarsi con i loro fan più metallari, prima di lanciare i singoli più commerciali. La strategia non funzionò, infatti Women non ebbe un grande impatto in classifica, raggiungendo solo la posizione numero 80 alla Billboard Hot 100. Comunque, riuscì a raggiungere la numero 9 nella Mainstream Rock Songs. Altri 6 singoli furono poi pubblicati negli Stati Uniti, con Love Bites che riuscì ad arrivare al primo posto in classifica, e altri tre che raggiunsero comunque la top 10. I singoli ottennero successo simile anche nel Regno Unito.

## Il disco
L'obiettivo dell'album, disposto da Mutt Lange, era di produrre una versione hard rock di Thriller di Michael Jackson. In questo modo, ogni traccia era un potenziale singolo che poteva diventare una hit. Le canzoni vennero dunque scritte con in mente questo concetto, deludendo per certi versi i fan più "metallari" dei Def Leppard, che chiedevano a gran voce un seguito di Pyromania, un album decisamente più metal. Una canzone, Love Bites, era stata quasi del tutto scritta da Lange nello stile di una ballata country, quando la presentò all'attenzione della band.
Mentre Pyromania conteneva tracce di heavy metal nello stile dei primi album del gruppo, Hysteria le rimosse in favore della nuova tecnologia disponibile al tempo (mostrata nel migliore dei modi da Rocket, Love Bites, Excitable e Gods of War). Come in Pyromania, ogni canzone era stata registrata da ogni membro nello studio separatamente, invece che con il resto della band. Le armonie vocali multiple furono migliorate dalle tecniche di Lange, anche modulando le voci di sottofondo in tutte le tracce. Le parti di chitarra furono concentrate più sull'enfasi della melodia che sui riff tipici dell'hard rock. Per registrare l'album, la band usò l'amplificatore Rockman, sviluppato dal chitarrista Tom Scholz dei Boston.
Tutti i suoni di batteria presenti nell'album erano dei sample registrati da Lange e gli ingegneri del suono, poi eseguiti dal Fairlight CMI.
Questo approccio unico, talvolta portò a scrupolosi periodi di registrazione nello studio. Il singolo d'impatto Pour Some Sugar on Me fu l'ultima canzone scritta ma fu finita velocemente, in meno di 2 settimane. In marcato contrasto, la versione finale di Animal prese quasi 3 anni per essere sviluppata, ma divenne una delle più grandi hit dell'album. Era una formula che Lange avrebbe ripetuto con la moglie Shania Twain nella musica country con gli album The Woman in Me e Come on Over.
Il 24 ottobre 2006 è stata pubblicata un'edizione "deluxe" dell'album, formata da 2 CD, contenente un rifacimento dei lati B originali e delle tracce bonus risalenti al periodo dell'album. Molte di queste canzoni furono inserite già nella raccolta Retro Active del 1993, anche se con remix, rinnovamenti e aggiunte di parti inedite.
Dal 22 marzo al 10 aprile 2013, i Def Leppard hanno prenotato una residenza all'Hard Rock Hotel & Casino Paradise di Paradise (Nevada) dal 22 marzo al 10 aprile 2013, durante la quale hanno eseguito l'album Hysteria per intero, dall'inizio (Women) alla fine (Love and Affection). È seguita la pubblicazione del doppio disco dal vivo Viva! Hysteria registrato durante la residenza e pubblicato il 22 ottobre 2013, che include l'album Hysteria suonato nella sua interezza più diversi altri classici della band.

## Tracce
Testi e musiche di Steve Clark, Phil Collen, Joe Elliott, Mutt Lange e Rick Savage tranne dove indicato.
1. Women – 5:42
2. Rocket – 6:38
3. Animal – 4:05
4. Love Bites – 5:47
5. Pour Some Sugar on Me – 4:27
6. Armageddon It – 5:24
7. Gods of War – 6:38
8. Don't Shoot Shotgun – 4:27
9. Run Riot – 4:39
10. Hysteria – 5:55
11. Excitable – 4:19
12. Love and Affection – 4:37

Nota: l'edizione giapponese dell'album include una versione dal vivo di Love and Affection come traccia bonus.

### Edizione Deluxe
Disco 1
1. Women – 5:42
2. Rocket – 6:38
3. Animal – 4:05
4. Love Bites – 5:47
5. Pour Some Sugar on Me – 4:27
6. Armageddon It – 5:24
7. Gods of War – 6:38
8. Don't Shoot Shotgun – 4:27
9. Run Riot – 4:39
10. Hysteria – 5:55
11. Excitable – 4:19
12. Love and Affection – 4:37
13. Tear It Down – 3:38
14. Ride into the Sun – 3:12 (Clark, Collen, Elliott, Savage)
15. I Wanna Be Your Hero – 4:29
16. Ring of Fire – 4:42

- Tracce 1-12 tratte dall'album Hysteria.
- Traccia 13 tratta dal singolo Animal.
- Traccia 14 tratta dal singolo Hysteria.
- Traccia 15 tratta dai singoli Pour Some Sugar on Me e Animal.
- Traccia 16 tratta dai singoli Armageddon It e Pour Some Sugar on Me

Disco 2
1. Elected (cover degli Alice Cooper) – live in Olanda
2. Love and Affection – live in Olanda
3. Billy's Got a Gun – live in Olanda
4. Rock of Ages Medley: Not Fade Away / My Generation / Radar Love / Come Together / Whole Lotta Love (cover di Buddy Holly, The Who, Golden Earring, The Beatles e Led Zeppelin) – live in Olanda
5. Women – live a Denver
6. Animal (versione estesa)
7. Pour Some Sugar on Me (versione estesa)
8. Armageddon It (The Nuclear Mix)
9. Excitable (Orgasmic Mix)
10. Rocket (The Lunar Mix)
11. Release Me (cover di Engelbert Humperdinck)

- Traccia 1 tratta dal singolo Heaven Is.
- Traccia 2 tratta dal singolo Hysteria.
- Traccia 3 tratta dal singolo Love Bites.
- Traccia 4 tratta dal singolo Rocket.
- Traccia 5 tratta dal singolo Let's Get Rocked e Rocket.
- Traccia 6 tratta dal singolo Animal.
- Traccia 7 tratta dal singolo Pour Some Sugar on Me.
- Traccia 8 tratta dal singolo Armageddon It.
- Traccia 9 tratta dal singolo Love Bites.
- Traccia 10 tratta dal singolo Rocket.
- Traccia 11 tratta dal singolo Armageddon It.

## Formazione
Gruppo
- Joe Elliott – voce
- Steve Clark – chitarra, solista (4, 5, 6, 7, 8), ritmica (1, 3, 9, 12), cori
- Phil Collen – chitarra, ritmica (5, 6, 7, 8), solista (1, 3, 9, 12), cori
- Rick Savage – basso, cori
- Rick Allen – batteria

Altri musicisti
- The Bankrupt Brothers (riferimento scherzoso ai Def Leppard stessi e Mutt Lange) – cori
- Philip Nicholas – tastiera (1, 4, 7), programmatore Fairlight CMI

Produzione
- Robert John "Mutt" Lange – produzione
- Nigel Green – ingegneria del suono, missaggio
- Erwin Musper – ingegneria del suono (assistente)
- Ronald Prent – ingegneria del suono (assistente)
- Mike Shipley – missaggio
- Bob Ludwig – mastering
- Howie Weinberg – mastering
- Ross Halfin – fotografie
- Andie Airfix – copertina

## Classifiche
| Classifica (1987-2022) | Posizione massima |
| ---------------------- | ----------------- |
| Australia              | 1                 |
| Canada                 | 1                 |
| Finlandia              | 1                 |
| Francia                | 22                |
| Germania               | 10                |
| Grecia                 | 50                |
| Norvegia               | 1                 |
| Nuova Zelanda          | 1                 |
| Paesi Bassi            | 14                |
| Regno Unito            | 1                 |
| Stati Uniti            | 1                 |
| Svezia                 | 2                 |
| Svizzera               | 2                 |